# Barrow and Furness (circonscription britannique)
Circonscription parlementaire de la Chambre des communes
La circonscription de Barrow et Furness est une circonscription électorale anglaise située dans le comté de Cumbria et représentée à la Chambre des communes du Parlement britannique.